# Éragny
Éragny is een gemeente in Frankrijk, aan de rivier de Oise. Het is een van gemeenten van de nieuwe stad Cergy-Pontoise.
In de gemeente ligt station Éragny - Neuville.

## Geschiedenis
Het dorp hoorde in de 12e eeuw aan de abdij Saint-Martin-des-Champs toe. Het heette toen Erigny, maar bleef tot in de 20e eeuw een klein dorp.
In 2020 werd te Éragny een jihadistische aanslag op de leraar geschiedenis en maatschappelijke vorming Samuel Paty gepleegd, waarbij Paty op straat werd onthoofd. Paty was inwoner van Éragny en gaf les aan het Bois d'Aulne college in Conflans-Sainte-Honorine, net over de gemeentegrens.

## Kaart

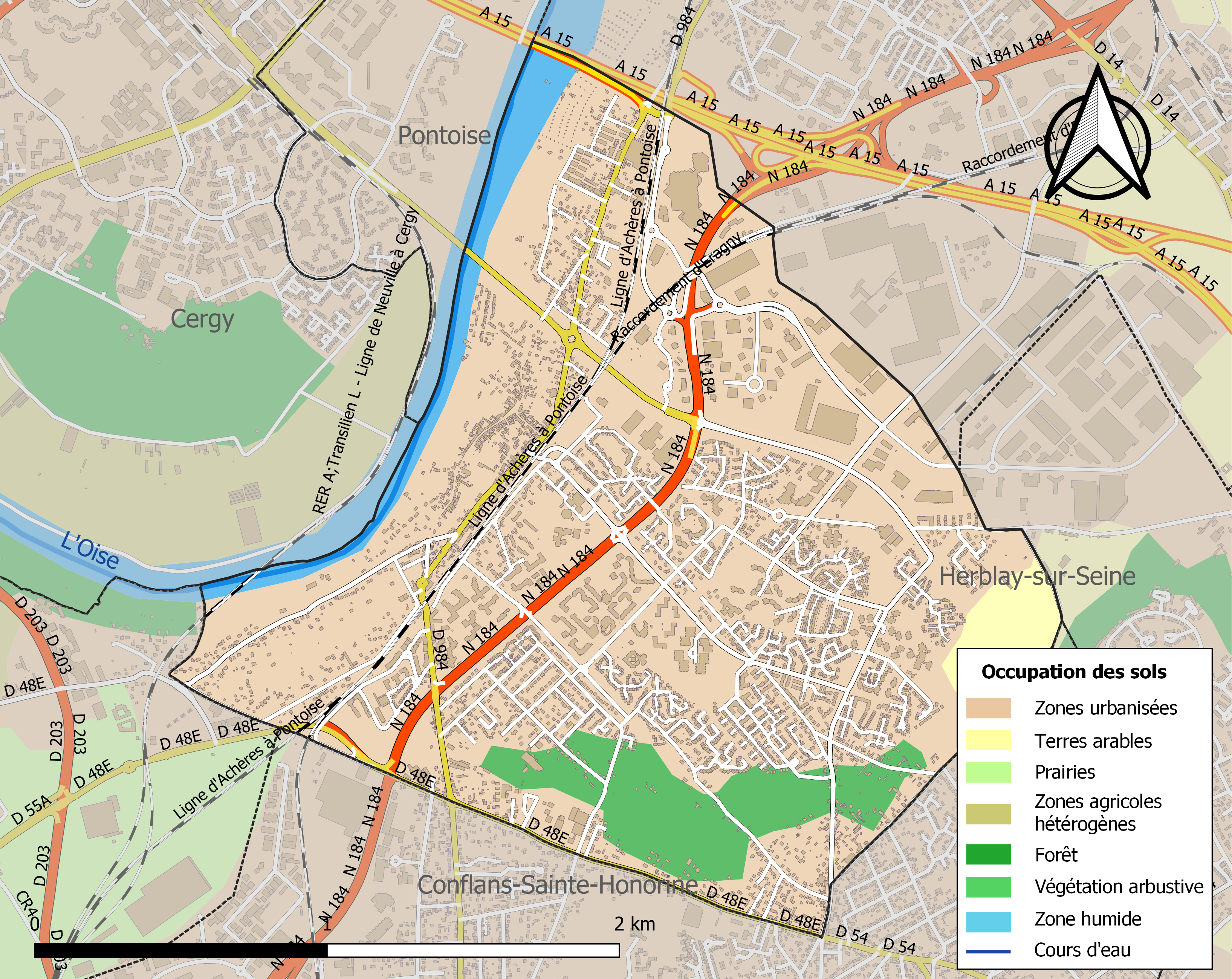
Kaart van de gemeente met de belangrijkste infrastructuur, bodemgebruik en omliggende gemeenten

## Demografie
Onderstaande figuur toont het verloop van het inwonertal, bron: INSEE-tellingen. 

## Overleden
- Jacques-Henri Bernardin de Saint-Pierre (1737-1814), schrijver en botanicus
- Samuel Paty (1973-2020), leraar geschiedenis en maatschappelijke vorming

## Stedenband
- Münster
- Komlo
- Nioko